# Toilettentraining
Als Toiletten- bzw. Inkontinenz- oder Blasentraining wird der Versuch bezeichnet, eine häufige, meist mit unwillkürlichem Harnabgang verbundene Blasenentleerung den Erfordernissen des Alltags erstmals, bzw. in höherem Alter wieder, anzupassen.
Im engeren Sinn wird darunter eine nichtmedikamentöse Therapieform der Harninkontinenz im höheren Alter verstanden. Das Ziel besteht darin, einen Toilettengang zur Blasenentleerung vor Erreichen eines kritischen Füllvolumens und damit vor dem Auftreten des sogenannten imperativen Harndrangs mit einem ungewollten Harnverlust am unpassenden Ort oder zur unpassenden Zeit zu ermöglichen. Eingesetzt werden kann es erst, wenn sowohl die kognitiven Voraussetzungen als auch eine entsprechende Beweglichkeit vorhanden sind. Dies gilt im Übrigen nicht nur für ältere Menschen, speziell für solche, die an einer Demenz erkrankt sind, sondern auch für Kinder mit Inkontinenzproblemen.
Weiters muss überlegt werden, ob eine Veränderung der Trinkgewohnheiten (Menge und Zeit der Flüssigkeitsaufnahme und eventuell Verzicht auf koffeinhaltige Getränke mit ihrer harntreibenden Wirkung) und eine Gewichtsabnahme sinnvoll sind. Die zusätzliche Gabe von Anticholinergika kann die Blasenkapazität und die  Miktionsintervalle verlängern helfen. 

## Vorgehen
Anhand eines Miktionsprotokolls (Miktionstagebuchs oder -kalenders), das zur Dokumentation der tageszeitlichen Häufigkeit der Blasenentleerung, der Inkontinenzepisoden, der Trinkmengen und der Miktionsvolumina dient, wird der Betroffene möglichst kurz, bevor ein imperativer Harndrang auftritt, zum WC-Gang angehalten oder zur Toilette geführt.